# Travelers
Travelers är en kanadensisk sci-fi-serie skapad av Brad Wright. Serien är en samproduktion mellan Showcase och Netflix. Första säsongen består av 12 avsnitt och hade premiär på Showcase den 17 oktober 2016 och senare globalt på Netflix den 23 december 2016. Den andra säsongen hade premiär på Netflix den 26 december 2017. Den 15 mars 2018 meddelades att Netflix beställt en tredje säsong av serien.

## Handling
I en postapokalyptisk framtid förbereds tusentals agenter för att motverka en kollaps av samhället. Dessa agenter, som kallas "resenärer", får sina medvetanden förda tillbaka i tiden för att ta över kropparna från människor som är ögonblick ifrån att dö. För att överföringen ska lyckas krävs en exakt position av målet, vilket möjliggörs av dagens mobiltelefoner och GPS-enheter. Resenärerna förbereds noga för att kunna ta över målens liv. Som underlag används information om målen som bevarats på sociala medier. Samtidigt ingår resenärerna i grupper om fem som får uppdrag av Direktören, som är en framtida artificiell intelligens som övervakar tidslinjen i syfte att motverka katastrofer. För att kommunicera med resenärerna använder Direktören barn som budbärare. Till skillnad från vuxna kan man ta kontroll över ett barn i upp till fem minuter för att sedan lämna tillbaka kontrollen till barnet utan att barnet skadas.

## Rollista (i urval)

### Huvudroller
- Eric McCormack - Grant MacLaren (resenär 3468), gruppledare som övertar livet som specialagent vid FBI.
- MacKenzie Porter - Marcy Warton (resenär 3569), gruppens läkare som tar över en utvecklingsstöd kvinnas liv.
- Nesta Cooper - Carly Shannon (resenär 3465), grppens taktiker som tar över livet som en ensamstående mamma.
- Jared Abrahamson - Trevor Holden (resenär 0115), gruppens ingenjör, en av de allra äldsta människorna, tar över livet som en idrottande gymnasieelev.
- Reilly Dolman - Philip Pearson (resenär 3326), gruppens historiker som tar över livet som en heroinmissbrukare.
- Patrick Gilmore - David Mailer, Marcys socialarbetare och romantiska intresse.

### Biroller
- Enrico Colantoni - Vincent Ingram, resenär 0001, som skulle ha dött vid 11 september-attackerna.
- Ian Tracey - Ray Green, Philips advokat och vän; en spelmissbrukare.
- Arnold Pinnock - Walt Forbes, Grants partner på FBI, senare en fraktionsmedlem som hävdar sig vara resenär 4112 och senare resenär 4991.
- J. Alex Brinson - Jeff Conniker, Carlys tidigare pojkvän och far till hennes son; även polis.
- William MacDonald - Gary Holden, Trevors far.
- Teryl Rothery - Patricia Holden, Trevors mor.
- David Lewis - Major Gleason, en hetlevrad officer.
- Kyra Zagorsky - Dr. Delaney, en briljant vetenskapsman som utvecklade en metod för att samla in och lagra antimateria.
- Leah Cairns - Kathryn "Kat" MacLaren, Grants fru.
- Kristine Cofsky - Victoria Boyd, resenär 3185, en resenär som arbetar som polis.
- Giacomo Baessato - Private Wilson, soldat som arbetar för Gleason.
- Alyssa Lynch - Renee Bellamy, en gymnasieelev och Trevors flickvän.
- Jennifer Spence - Grace Day, Trevors studievägledare, och därefter resenär 0027, en programmerare som medverkade till att skapa Direktören.
- Tom McBeath - Ellis, resenär 0014, en programmerare som tar över livet av en bonde.
- Amanda Tapping - Dr. Katrina Perrow, resenär 0001s psykiatriker.
- Glynis Davies - Jacqueline, representant från barnavårdsnämnden.
- Melanie Papalia - Beth, en FBI-analytiker som jobbar för MacLaren.
- Stephanie Bennett - Jenny, resenär 4514, vrs uppgift är att hjälpa Philip med hans heroinmissbruk.
- Louis Ferreira - sergeant Rick Hall, en ledare för en annan grupp.
- Dylan Playfair - Kyle, Trevors vän, senare resenär 5532.
- Chad Krowchuk - Simon, resenär 0004, en specialist som sätter upp Travelers kommunikationssystem.